# Plectus vindobonensis
Plectus vindobonensis is een rondwormensoort uit de familie van de Plectidae. De wetenschappelijke naam van de soort is voor het eerst geldig gepubliceerd in 1953 door Gunhold.